# Pinar de Valdevaqueros
El pinar de Valdevaqueros es un pinar localizado en Tarifa, Andalucía (España)

## Fauna
Es una zona de importancia para la nidificación de aves.

## Flora
Hay diversas plantas protegidas, como enebros, sabinas y palmitos.

## Estructura
Se encuentra junto a la playa de Valdevaqueros